# Задорожна Людмила Іванівна
Людми́ла Іва́нівна Задоро́жна (14 травня 1942, Скибинці — 2 червня 2022, Київ) — українська художниця; член Спілки радянських художників України з 1979 року.

## Біографія
Народилася 14 травня 1942 року в селі Скибинцях (нині Вінницький район Вінницької області, Україна). Ще коли вона була дитиною, її сім'я переїхала на околицю Києва — до Водогону, де дівчинка закінчила семирічну школу. Протягом 1956—1961 років навчалася у Київському училищі прикладного мистецтва у Євгена Святського, Анатолія Казанцева, Ніни Ган.
Протягом 1968—1980 років працювала у Державному музеї Тараса Шевченка у Києві, одночасно навчалась на факультеті графіки вечірнього відділу Київської філії Українського поліграфічного інституту імені Івана Федорова у Василя Забашти, Миколиа Родіна, Флоріана Юр'єва, Валерія Ламаха (закінчила у 1980 році). Відтоді на творчій роботі.
Мешкала у Києві в будинку на вулиці Жилянській, № 45, квартира № 87. Померла у Києві 2 червня 2022 року.

## Творчість
Працювала у галузях станкового живопису і станкової графіки, створювала пейзажі, натюрморти, портрети. Серед робіт:
живопис
- «Той, хто дарує сонце» (1968);
- «Древо життя. Козацькі могили» (1968);
- «Пробудження» (1973);
- серія «Мир землі нашій» (1985);
- «Бульдонежі» (1991);
- «Двоє» (1993);
- «На озері» (1998);
- «Осінній натюрморт» (1998);
- «Осінь», диптих «Реквієм» (1999);
- «Захід сонця» (2002);
- «Зимовий настрій» (2002);
- «Літній день» (2004);
- «Гортензії квітнуть» (2005);
- «Відчуття літа» (2006);
- «У полоні літа» (2006);
- «Коли душа співає», «Орхідеї» (2008);
- «Соняхи квітнуть» (2009);
- «Пагорби» (2009);
- «Клоун» (2009);

графіка
- «Радість» (1978);
- серія «Самі собі в своїх господах…» (1986);
- «Дерева, що танцюють» (1986);
- «Айстри» (1987);
- «Симфонія у синіх кольорах» (1999);
- «Букет» (2003);
- «Котики» (2006);
- «Жовті квіти» (2006).

Оформила книжки «Чебрики» Дмитра Чередниченка, «Дивувалася зима» Якова Щоголіва, «Гра в залізного ключа» Лесі Українки.
Її роботи перебувають в багатьох музеях та приватних колекціях в Канаді, Німеччині, ОАЕ, Польщі, Португалії, Сирії, США, Україні, Франції, Чехії, Японії.

### Виставки
Мала 18 персональних виставок в Україні та за кордоном. Серед них:
- Національний музей Тараса Шевченка (1972, 1996, 2000, 2003, 2012);
- Спілка письменників України (1979);
- Спілка художників України (1979);
- Бюро Клауса Штайнхерстера (Гамбург, Німеччина, 1992);
- Представництво ООН в Україні;
- Український фонд культури;
- Галерея АВС-арт (Київ, 2014).

Інші виставки:
- «Образотворче мистецтво України» (Москва, 1985)
- виставка українських художників у Берліні (Німеччина, 1986)
- виставка українських художників у Софії (Болгарія, 1986)
- «Der Kuss» в галереї «Raum & Kunst» (Гамбург, Німеччина, 1992)
- «Hanse-Pferd» у виставковому залі «Messe-Hallen» (Гамбург, Німеччина, 1992)

Роботи художниці брали участь у виставках в Лос-Анджелесі, Сан-Франциско, на Мальорці (1996—2000 роки, Іспанія). 